# Thomas R. DiLuglio
Thomas R. DiLuglio (* 25. November 1931 in Providence, Rhode Island; † 18. Dezember 2024) war ein US-amerikanischer Politiker. Zwischen 1977 und 1985 war er Vizegouverneur des Bundesstaates Rhode Island.

## Werdegang
Thomas DiLuglio absolvierte die High School und studierte danach bis 1953 an der Brown University. Während seiner Zeit an der Brown University war er ein hoffnungsvoller Leichtathlet, der in vielen Disziplinen gute Leistungen erzielte. Seine Spezialdisziplin war der Hochsprung. Er gewann mehrere Wettbewerbe und wollte sich für die amerikanische Olympiamannschaft qualifizieren. Aufgrund einer Rückenverletzung musste er aber seine sportliche Laufbahn aufgeben.
Nach einem Jurastudium an der Boston University und seiner Zulassung als Rechtsanwalt begann er in diesem Beruf zu arbeiten. Zwischenzeitlich fungierte er auch als Staatsanwalt. Außerdem war er in verschiedenen anderen Wirtschaftsbranchen tätig. Unter anderem besaß er ein Restaurant und betrieb einige Altenheime. Er war auch Präsident der Cinema 8 Corporation in New York City und vertrat die Columbia Motion Pictures in Los Angeles.
Politisch schloss er sich der Demokratischen Partei an. 1976 wurde er an der Seite von John Garrahy zum Vizegouverneur von Rhode Island gewählt. Dieses Amt bekleidete er nach einer Wiederwahl zwischen 1977 und 1985. Dabei war er Stellvertreter des Gouverneurs und Vorsitzender des Staatssenats. Er war auch Mitglied des Bundesausschusses National Committee of the Humanities. Außerdem gehörte er der Rhode Island Convention Center Authority an, die den Bau des Convention Center und des Westin Hotel überwachte. Später gründete er die Filiale für Rhode Island der National Association for Alzheimer’s Disease. Im Jahr 2003 war er für kurze Zeit Sicherheitsbeauftragter in Providence.
Im Dezember 2024 starb Thomas DiLuglio im Alter von 93 Jahren.